# Carnevale di Putignano
Carnevale di Putignano er et karneval, der afholdes årligt i byen Putignano i Apulien, Italien. Det er det ældste karneval i Europa.

## Eksterne henvisniner
- Officiel hjemmeside (på engelsk)

| Festival | Spire Denne artikel om festivaler og mærkedage er en spire som bør udbygges. Du er velkommen til at hjælpe Wikipedia ved at udvide den. |